# Angelica keiskei
Angelica keiskei, thường được biết đến dưới tên tiếng Nhật: ashitaba (ア シ タ バ hoặc 明日 葉), là một loài thực vật có hoa trong họ Hoa tán. Loài này được (Miq.) Koidz. mô tả khoa học đầu tiên năm 1930.

## Hình ảnh

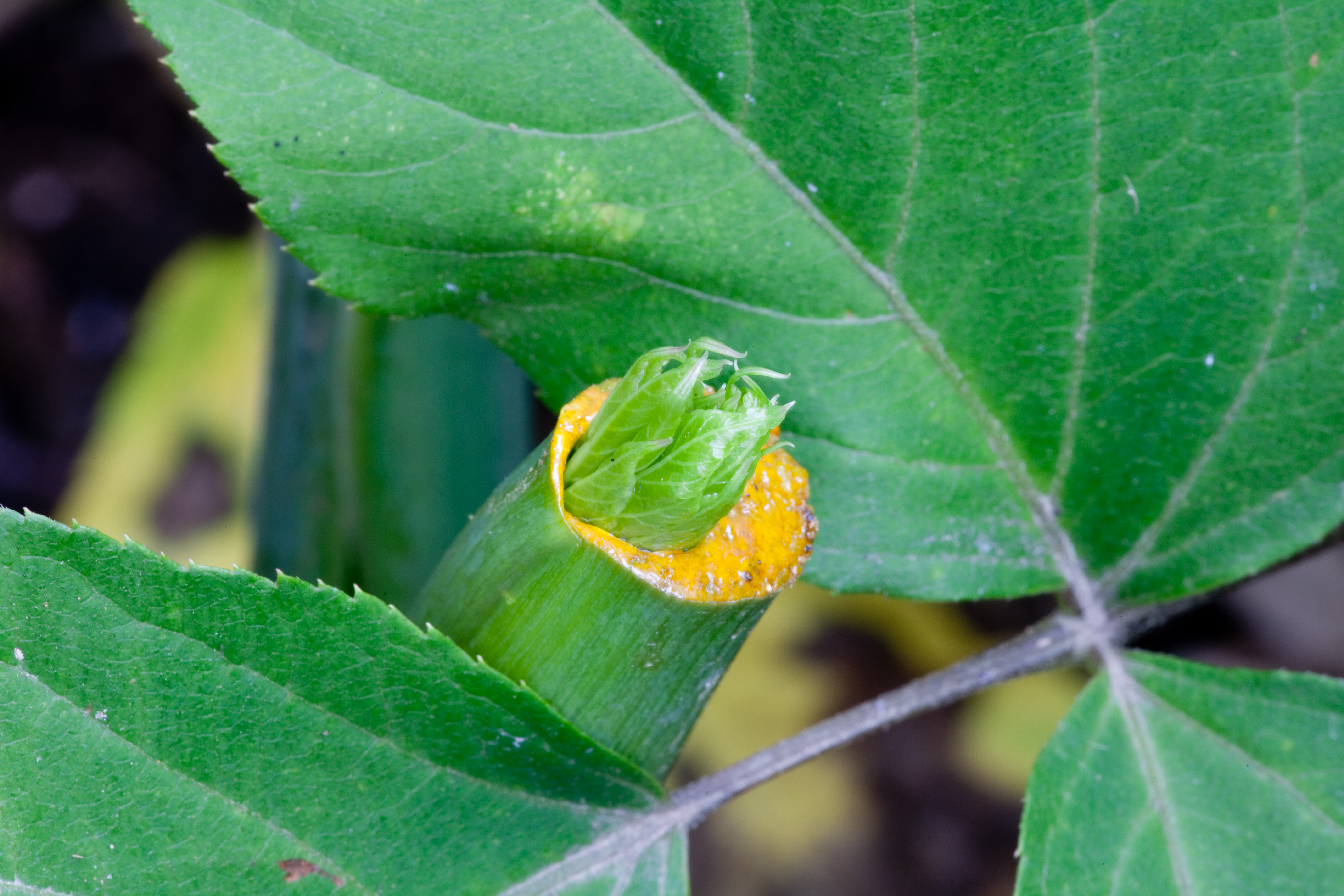